# Saër Sène
Saër Sène (ur. 4 listopada 1986 w Paryżu) – francuski piłkarz pochodzenia senegalskiego występujący na pozycji napastnika. Syn innego piłkarza, Oumara Sène.

## Kariera
Sène rozpoczynał karierę w juniorach Paris Saint-Germain. Następnie grał w amatorskich zespołach FC Étampes (Francja) oraz SG Schorndorf (Niemcy). W sierpniu 2007 dołączył do klubu SG Sonnenhof Großaspach, grającego w Oberlidze. Po sezonie 2007/2008 w wyniku reorganizacji rozgrywek, spadł z nim do piątej ligi. W 2009 roku został graczem trzecioligowych rezerw Bayernu Monachium, z którymi w sezonie 2010/2011 spadł do Regionalligi.
W 2012 roku przeszedł do amerykańskiego New England Revolution. W MLS zadebiutował 18 marca 2012 w przegranym 0:3 meczu ze Sportingiem Kansas City, zaś 24 marca 2012 w wygranym 1:0 spotkaniu z Portland Timbers strzelił swojego pierwszego gola w tej lidze. W 2014 roku odszedł do ligowego rywala, zespołu New York Red Bulls. W sezonie 2014 obok gry w meczach ligowych, występował także w Lidze Mistrzów CONCACAF, a 27 sierpnia 2014 w wygranym 2:0 pojedynku z CD FAS zdobył swoją jedyną bramkę w tych rozgrywkach.
W styczniu 2015 został graczem angielskiego klubu Blackpool. W jego barwach w Championship wystąpił jeden raz, 10 stycznia 2015 przeciwko Millwall (1:0). Po sezonie 2014/2015 odszedł z klubu. Następnie występował w Niemczech, w drużynach SV Wehen Wiesbaden (3. Liga) oraz Stuttgarter Kickers (Regionalliga). W marcu 2017 przeszedł do bułgarskiego PFK Montana i do końca sezonu 2016/2017 rozegrał tam 7 spotkań i zdobył 3 bramki w lidze bułgarskiej.
Potem grał w lidze marokańskiej, dla zespołów FAR Rabat, Chabab Atlas Khénifra, Rapide Oued Zem oraz Youssoufia Berrechid.

## Statystyki
| Rozgrywki              | Poziom | Kraj              | Mecze | Bramki |
| ---------------------- | ------ | ----------------- | ----- | ------ |
| Major League Soccer    | I      | Stany Zjednoczone | 64    | 17     |
| Botola                 | I      | Maroko            | 26    | 7      |
| A PFG                  | I      | Bułgaria          | 7     | 3      |
| Championship           | II     | Anglia            | 1     | 0      |
| Liga Mistrzów CONCACAF | –      | –                 | 4     | 1      |